# (35693) 1999 CQ48
1999 CQ48 (asteroide 35693) é um asteroide da cintura principal. Possui uma excentricidade de 0.10693880 e uma inclinação de 4.63336º.
Este asteroide foi descoberto no dia 10 de fevereiro de 1999 por LINEAR em Socorro.